# Liliana Cá
Liliana da Silva Cá (Barreiro, 5 novembre 1986) è una discobola portoghese.

## Biografia
Attiva sin dal 2003 a livello internazionale, vincendo la medaglia d'oro al Festival olimpico della gioventù europea di Parigi, Cá ha partecipato alle più importanti rassegne juniores continentali fino al 2007, entrando nel 2010 nel circuito seniores con la partecipazione agli Europei di Barcellona.
Sospesa l'attività sportiva a partire dal 2012 per diventare madre e dedicarsi ai propri figli, Liliana Cá è rientrata nel 2018 ed ha stabilito il proprio record personale con 61,02 metri. Nel medesimo anno ha vinto la medaglia d'argento ai Giochi del Mediterraneo dello stesso anno. ed ha preso parte alla finale degli Europei di Berlino.
Nel 2021, Cá ha vinto la Coppa Europa di lanci a Spalato con 62,80 metri dopo aver stabilito il primato nazionale con 66,40 m a Leiria qualche mese prima, superando il record detenuto dal 1998 da Teresa Machado. Qualificatasi per prendere parte ai Giochi olimpici di Tokyo 2020, ha conquistato la finale olimpica e si è classificata quinta.
Nel 2024 ha conquistato la medaglia di bronzo agli europei di Roma.

## Record nazionali
- Lancio del disco: 66,40 ( Leiria, 6 marzo 2021)

## Palmarès
| Anno | Manifestazione          | Sede         | Evento           | Risultato | Prestazione | Note                                     |
| ---- | ----------------------- | ------------ | ---------------- | --------- | ----------- | ---------------------------------------- |
| 2004 | Mondiali U20            | Grosseto     | Lancio del disco | 21ª (q)   | 45,22 m     |                                          |
| 2005 | Europei U20             | Kaunas       | Lancio del disco | Argento   | 49,69 m     |                                          |
| 2007 | Europei U23             | Debrecen     | Lancio del disco | 7ª        | 51,43 m     |                                          |
| 2010 | Ibero-americani         | San Fernando | Lancio del disco | 8ª        | 51,91 m     |                                          |
| 2010 | Europei                 | Barcellona   | Lancio del disco | 14ª (q)   | 55,47 m     |                                          |
| 2018 | Giochi del Mediterraneo | Tarragona    | Lancio del disco | Argento   | 60,05 m     |                                          |
| 2018 | Europei                 | Berlino      | Lancio del disco | 7ª        | 58,91 m     |                                          |
| 2019 | Mondiali                | Doha         | Lancio del disco | 26ª (q)   | 54,31 m     |                                          |
| 2021 | Giochi olimpici         | Tokyo        | Lancio del disco | 5ª        | 63,93 m     |                                          |
| 2022 | Giochi del Mediterraneo | Orano        | Lancio del disco | Argento   | 63,62 m     | Miglior prestazione personale stagionale |
| 2022 | Mondiali                | Eugene       | Lancio del disco | 6ª        | 63,99 m     | Miglior prestazione personale stagionale |
| 2022 | Europei                 | Monaco       | Lancio del disco | 5ª        | 63,67 m     |                                          |
| 2023 | Mondiali                | Budapest     | Lancio del disco | 8ª        | 63,59 m     |                                          |
| 2024 | Europei                 | Roma         | Lancio del disco | Bronzo    | 64,53 m     |                                          |
| 2024 | Giochi olimpici         | Parigi       | Lancio del disco | 14ª (q)   | 62,43 m     |                                          |

## Altre competizioni internazionali
2003
- Oro al Festival olimpico della gioventù europea ( Parigi), lancio del disco - 47,53 m

2022
- Bronzo in Coppa Europa di lanci ( Leiria), lancio del disco - 60,74 m
- Argento in Coppa Europa di lanci ( Leiria), lancio del disco - 64,32 m

2025
- Bronzo ai Campionati europei a squadre di atletica leggera ( Madrid), lancio del disco - 60,49 m